# Bhagavad Gita

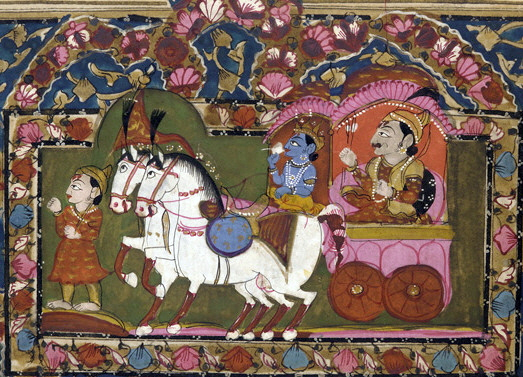
Krishna và Arjuna tại Kurukshetra, tranh vẽ thế kỷ 18-19

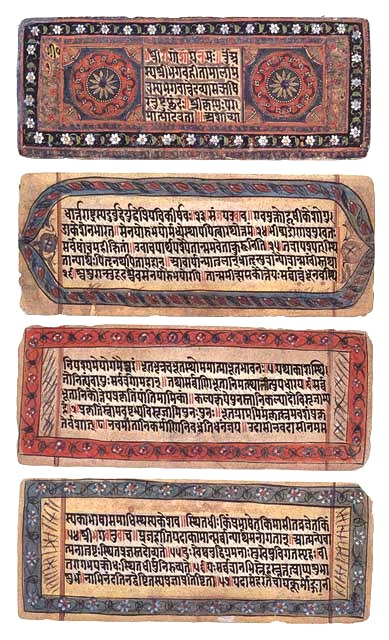
Bhagavad Gita, bản viết tay thế kỷ 19

Bhagavad Gita (Sanskrit: भगवद् गीता - Bhagavad Gītā) là một văn bản cổ bằng tiếng Phạn bao gồm 700 câu của bộ trường ca Mahabharata (Bhishma Parva chương 23 – 40). Tác phẩm được xác định niên đại vào nửa cuối thiên niên kỷ 1 TCN. Những câu này, sử dụng dạng thơ mỗi câu có năm âm tiết Sanskrit (chandas) với nhiều so sánh và ẩn dụ, mang nhiều tính thơ ca; và do đó tựa đề, dịch ra là "Bài hát của Đấng Tối cao" (hay "Chí Tôn ca"), của Bhagavan dưới hình dạng của Krishna. Cuốn sách này được xem là linh thiêng bởi đa số các truyền thống Hindu, và đặc biệt là những người theo Krishna. Trong ngôn ngữ thông thường nó thường được gọi là Gita
Nội dung của Bhagavad Gita là một cuộc đối thoại giữa Krishna và Arjuna diễn ra trên chiến trường Kurukshetra chỉ trước khi trận chiến bùng nổ. Để đáp lại sự bối rối của Arjuna và những nghịch lý đạo đức, Krishna giải thích cho Arjuna các nghĩa vụ của anh ta và diễn giảng thêm về các loại Yoga khác nhau và triết lý Vedanta, với các ví dụ và các phép so sánh. Điều này đã dẫn đến việc cuốn Gita thường được miêu tả như là hướng dẫn cô đọng về triết lý Hindu. Trong suốt bài giảng, Krishna tiết lộ danh tính của mình như là Đấng Tối cao (Bhagavan), phù hộ Arjuna với một thoáng xuất hiện dưới dạng linh thiêng tối cao.
Bhagavad Gita cũng được gọi là Gītopaniṣad, ngụ ý là nó là một 'Upanishad'. Trong lúc về mặt học thuật nó được xem như là một văn bản Smṛti, nó đã đạt đến một vị trí so sánh được với śruti, hay kiến thức được tiết lộ (bởi Đấng tối cao).

## Bối cảnh
Bài giảng trong Bhagavad Gita bắt đầu trước khi trận đánh quyết định tại Kurukshetra nổ ra và hoàng tử Arjuna của xứ Pandava, trong lòng tràn đầy những niềm hoài nghi trên chiến trường. Nhận ra rằng kẻ thù của anh là bà con, bạn bè thân thiết, và các thầy giáo đáng kính của chính anh, anh quay về hướng người đánh xe và cũng là Guru của mình, Sri Krishna (một avatar của Sri Vishnu), để nhận những lời khuyên bảo.
Krishna khuyên Arjuna, bắt đầu với nguyên lý cơ bản là linh hồn là vĩnh cửu và bất tử. Bất kì 'cái chết' nào trên chiến trường cũng chỉ là sự ngã xuống của cơ thể, nhưng linh hồn bên trong là bất biến. Krishna tiếp tục trình bày chi tiết các con đường yoga của tận tụy, hành động, thiền định và kiến thức. Về căn bản, cuốn Bhagavad Gita đề nghị rằng sự khai sáng thực sự đến từ sự trưởng thành vượt khỏi cái tôi sai lầm ('False Self'), và rằng một người phải tự xác nhận danh tính của mình với sự thật về bản ngã bất tử, (linh hồn hay là Atman). Người đó phải thoát khỏi mọi nhị nguyên, mọi lo âu về lợi lộc cùng sự an toàn cá nhân, và thấu tỏ bản chất thực của mình. Khi tâm trí chẳng còn bị bối rối bởi những yếu tố ngoại cảnh và luôn ở trạng thái tự nhận thức được bản thân, con người sẽ đạt ý thức thần thánh. Thông qua việc phân tách khỏi các cảm nhận vật chất của bản ngã (ego), nhà Yogi, hay là người đang đi theo một con đường Yoga nào đó, có khả năng vượt qua khỏi những ảo ảnh vô thường và những vướng bận và thế giới vật chất để đi vào cảnh giới của Đấng tối cao. Nhờ phục vụ tận tụy cho Đấng Tối Cao mà con người tránh được nghiệp báo của mọi việc làm ở thế giới vật chất. Bằng cách này, họ không còn sa vào vòng luân hồi sinh tử nữa và thoát khỏi mọi khổ đau.
Để biểu diễn bản chất linh thiêng của mình, Krishna đã cho Arjuna ân huệ nhìn thấy viễn ảnh vũ trụ (mặc dù là tạm thời) và cho phép hoàng tử thấy ông ta trong dạng 'Đấng Toàn năng'. Ông tiết lộ rằng ông là đấng tối cao trong vũ trụ và đồng thời là ở trong cơ thể một con người bình thường. Điều này gọi là Vishvarupa/Viratrupa.
Trong Bhagavad-Gita Krishna xem cuộc chiến đang xảy ra như là 'Dharma Yuddha', nghĩa là một cuộc chiến đúng đắn cho chính nghĩa. Chương 4, câu 7, nói rõ rằng God đầu thai để thiết lập sự đúng đắn trong thế giới.

### Niên đại của văn bản
Mặc dù không ai biết chính xác thời gian mà Bhagavad Gita được sáng tác, đa số sử gia đều cho rằng thời điểm đó vào khoảng 500 đến 50 TCN. Tuy nhiên có nhiều tranh cãi về đề tài này. Dựa vào các khác biệt về các dạng câu thơ và các ảnh hưởng bên ngoài như là cuốn Yoga Sutra của Patanjali, một số học giả đề nghị rằng Bhagavad Gita được viết thêm vào Mahabharata ở một thời điểm sau đó.
Các lý thuyết dựa trên các tính toán thiên văn khảo cổ từ các đoạn văn trong Mahabharata đưa ra rằng các sự kiện mà Gita dựa trên là vào khoảng 5561 TCN. Niên đại truyền thống dự trên niềm tin của nhiều tín đồ theo đạo Hindu đặt cuốn sách này vào thời điểm khoảng thiên niên kỉ thứ 4 trước Công nguyên. Xem Mahabharata để biết các thảo luận xác định niên đại của toàn bộ bản trường ca.

## Kinh văn về Yoga
Cuốn Gita chỉ ra sự bất hòa giữa các giác quan và trực giác của trật tự trong vũ trụ, nói về Yoga của sự trầm tĩnh, một cách nhìn khách quan. Từ Yoga bao hàm nhiều ý nghĩa, nhưng trong bối cảnh của Bhagavad Gita, miêu tả một cách nhìn thống nhất, sự thanh thản của đầu óc, khéo léo trong hành động, và khả năng tự điều chỉnh bản thân về hướng Self (Atman), có cùng bản chất nguyên thủy với Being (Brahman). Theo lời Krishna, nguồn gốc của tất cả khổ đau và bất hòa là sự xao động của đầu óc gây ra bởi các ham muốn ích kỉ. Cách duy nhất để làm tắt đi ngọn lửa của các ham muốn là bằng cách cùng một lúc tĩnh lặng đầu óc thông qua tự kỉ luật và tự tham gia vào một dạng hoạt động cao quý hơn.
Tuy nhiên, không hành động gì cả cũng được xem như là có hại cũng như là sự ham mê quá đáng. Theo như Bhagavad Gita, mục đích của cuộc sống là giải phóng đầu óc và sự hiểu biết khỏi sự phức tạp của chúng, và tập trung chúng vào sự vinh quang của Self, bằng cách phụng sự hành động của mình cho mục đích linh thiêng. Mục đích này có thể đạt được thông qua các phương pháp Yoga về thiền định, hành động, lòng mộ đạo và kiến thức. Cuốn Gita miêu tả rằng nhà Yogi tốt nhất là người luôn luôn trầm ngâm suy tưởng về God.
Krishna tóm tắt các pháp Yoga thông qua 18 chương. Có bốn loại Yoga - Raja Yoga hay là Thiền định về tâm thức, Bhakti Yoga hay là Lòng mộ đạo, Karma Yoga hay là Hành động vị tha, và Jnana Yoga hay là Kiến thức tự trải qua.
Trong khi mỗi con đường là khác nhau, mục đích cơ bản của chúng là như nhau - để nhận ra Brahman ( Bản chất Linh thiêng ) như là một sự thật tối thượng mà toàn bộ vũ trụ vật chất của chúng ta 
dựa trên đó, rằng cơ thể chỉ là tạm thời, và rằng Linh hồn Tối cao (Paramatman) là vô cùng tận. Mục đích của Yoga (moksha) là thoát khỏi vòng luân hồi thông qua nhận thức ra sự thật tối thượng. Có 3 giai đoạn trong quá trình tự nhận thức được phát biểu ra trong Bhagavad Gita:
1. Brahman - Năng lượng vũ trụ không mang tính cá nhân
2. Paramatma - Linh hồn Tối cao trong trái tim của mỗi vật thể sống.
3. Bhagavan - God như là một cá nhân, với một dạng trừu tượng.
Những trích dẫn sau đây từ Krishna liên quan đến bốn nhánh yoga chính của Bhagavad Gita:

### Về mục đích của Yoga
" Và bất cứ ai, vào lúc qua đời, thoát khỏi thân xác của anh ta, nhớ đến chỉ mình Ta (Krishna), ngay lập tức sẽ đạt được bản chất của Ta (dạng trừu tượng của Krishna). Điều này là không nghi ngờ gì cả."

### Nói về Bhakti Yoga
Bài chính, xem: Bhakti Yoga
Nói một cách đơn giản, Bhakti Yoga là Phụng sự trong Tình thương và lòng mộ đạo đối với God (Krishna trong ngữ cảnh của Bhagavad Gita).
"Ta xem người mộ đạo-Yogi - người suy ngẫm về Ta với niềm tin tối cao, và người mà đầu óc luôn luôn đắm chìm trong Ta - là tốt nhất trong tất cả các nhà Yogi".
"Sau khi đạt được Ta, những linh hồn vĩ đại không phải tái sinh trong thế giới đau khổ tạm thời này, bởi vì họ đã đạt đến được sự hoàn hảo cao nhất."
"... những người mà, từ bỏ tất cả hành động trong Ta, và xem Ta như là Đấng Tối cao, thờ phụng Ta... Cho những người mà ý nghĩ đã đi vào trong Ta, ta sớm sẽ là người giải thoát họ khỏi đại dương của cái chết và các kiếp luân hồi, Arjuna. Hãy giữ trong đầu chỉ mình Ta, sự hiểu biết về Ta. Do đó mà anh sẽ cư ngụ ở trong Ta sau này."
"Và người phụng sự Ta với yoga với một lòng tận tụy không lay chuyển, vượt trên khỏi những tính chất này [các giá trị nhị nguyên đối lập nhau, như tốt và xấu, đau khổ và lạc thú] là sẵn sàng cho sự giải thoát trong Brahman."
"Hãy để yên đầu óc hướng về Ta, thành tâm với Ta, phụng sự Ta, cúi lạy Ta, và chắc chắn anh sẽ đạt đến Ta. Ta hứa với anh bởi vì anh là người bạn mà ta yêu quý."
"Hãy để qua một bên tất cả những công việc đáng thưởng (Dharma), chỉ hiến dâng hoàn toàn cho ý chí của Ta (với niềm tin vững chắc và sự suy ngẫm với tình thương). Ta sẽ giải thoát anh khỏi mọi tội lỗi. Không phải sợ gì cả."

### Nói về Karma Yoga
Main article, see Karma Yoga
Karma Yoga chủ yếu là Hành động, hay là làm bổn phận của một người trong cuộc đời theo dharma, hay là bổn phận, mà không quan tâm đến kết quả - một loại luôn luôn hy sinh cho Đấng Tối cao. Đó là hành động mà không suy nghĩ đến những điều đạt được. Theo cách diễn giải hiện đại, điều này có thể được xem như là bổn phận làm những việc mà không để cho bản chất của kết quả làm ảnh hưởng đến hành động của người đó. Có thể nói rằng kết quả có ba loại - loại được hướng tới, loại ngược với điều hướng tới, hay là hỗn hợp của cả hai thứ này. Nếu như một người thi hành những bổn phận của anh ta (như được liệt kê ra trong kinh Veda) mà không một chút mong đợi đến kết quả của hành động của mình, anh ta sẽ thành công. Điều đó bao gồm, nhưng không giới hạn, sự hiến dâng nghề nghiệp của một người và sự hoàn hảo của nghề đó cho God. Điều đó cũng dễ nhận thấy trong cộng đồng và các việc làm từ thiện cho xã hội, bởi vì các công việc đó được làm với không một ý nghĩ về lợi ích cá nhân.
Krishna ủng hộ 'Nishkam Karma Yoga' (Yoga của các Hành động vị tha) như là một con đường lý tưởng để nhận ra Sự Thật. Các công việc được làm mà không có sự mong đợi, động cơ, hay suy nghĩ về các kết quả của nó thường là sẽ làm trong sạch đầu óc của một người và dần dần sẽ làm cá nhân đó càng dễ nhận ra giá trị của suy luận và cá lợi ích của việc từ bỏ kết quả các công việc mà mình đã làm. Những khái niệm này được miêu tả sinh động trong những câu sau đây:
"Bạn chỉ có quyền hành động chứ đừng bao giờ để ý đến kết quả; đừng để kết quả của hành động trở thành động cơ của bạn; và cũng đừng có vướng bận vào sự không hành động"
("To action alone hast thou a right and never at all to its fruits; let not the fruits of action be thy motive; neither let there be in thee any attachment to inaction" )
"Hãy để tâm vào yoga, làm việc của bạn, hỡi người giàu có (Arjuna), bỏ đi những vướng bận, với một đầu óc trung dung trong cả thành công và thất bại, bởi vì sự trung dung của đầu óc được gọi là yoga"
("Fixed in yoga, do thy work, O Winner of wealth (Arjuna), abandoning attachment, with an even mind in success and failure, for evenness of mind is called yoga" )
"Với cơ thể, với đầu óc, với sự hiểu biết, hay là chỉ đơn thuần là các giác quan của mình, nhà Yogi thực thi các hành động về hướng tự thanh lọc chính mình, bỏ đi những sự vướng bận. Anh ta là người giữ kỉ luật trong Yoga, bỏ đi những thành quả của các hành động của mình, đã đạt đến tâm thường an lạc..."
("With the body, with the mind, with the intellect, even merely with the senses, the Yogis perform action toward self-purification, having abandoned attachment. He who is disciplined in Yoga, having abandoned the fruit of action, attains steady peace...")
Để đạt được giải thoát thật sự, điều quan trọng là phải điểu khiển được các ham muốn về tinh thần và các xu hướng hưởng thụ các thú vui liên quan đến các giác quan. Những câu sau đây minh họa điều này:
"Khi một người để đầu óc của mình vào những giác quan, sự vướng bận vào chúng sẽ sản sinh. Từ vướng bận nảy sinh lòng ham muốn và từ ham muốn nảy sinh giận dữ."
"Từ giận dữ sẽ nảy sinh bối rối, từ bối rối đến mất trí nhớ; và từ mất đi trí nhớ, là sự hủy diệt của sự thông minh và từ sự hủy diệt của trí thông minh anh ta sẽ bị diệt vong"

### Nói về Jnana Yoga
Bài chính, xem: Jnana Yoga
Jnana Yoga là quá trình học tập để phân biệt giữa cái gì là có thật và cái gì là không thật, cái gì là vĩnh cửu và cái gì không. Thông qua sự tiến triển đều đặn trong việc nhận thức ra được cái gì là Thực và cái gì là Không thực, cái gì là Vĩnh cửu và cái gì là Tạm thời, một người phát triển trở thành một Jnana Yogi. Điều này là một con đường quan trọng của kiến thức và sự phân biệt liên quan đến sự khác nhau giữa linh hồn bất tử (atman) và cơ thể.
Trong chương thứ hai, những lời dạy của Krishna bắt đầu với những diễn giải cô đọng về Jnana Yoga. Krishna lý luận rằng không có lý do gì để thương tiếc những người sắp sửa bị giết hại trong trận chiến, bởi vì không bao giờ có thời gian nào mà họ không tồn tại, cũng không có thời gian nào mà họ ngưng tồn tại. Krishna giải thích rằng linh hồn cá thể (atman) của các chiến binh này là không thể bị hủy diệt. Lửa không thể nào đốt nó, nước không làm ướt nó, và gió không làm khô nó. Chính là Linh hồn này đi từ cơ thể này sang cơ thể khác giống như một người cởi bỏ áo quần đã cũ và mặc lên bộ áo quần mới. Lời khuyên của Krishna được đưa ra với ý định làm giảm đi sự hồi hộp Arjuna đang cảm nhận khi thấy một trận chiến giữa hai kẻ thù lớn sắp xảy ra. Tuy nhiên, Arjuna không phải là một trí thức. Anh ta là một chiến binh, một người của hành động, một người mà con đường của hành động, Karma Yoga, là thích hợp hơn.
"Khi một người bình thường không còn nhận thấy các cá nhân khác nhau do các cơ thể vật chất khác nhau và anh ta thấy sự sống lan tỏa khắp nơi, anh ta đạt đến khái niệm về Brahman."
("When a sensible man ceases to see different identities due to different material bodies and he sees how beings are expanded everywhere, he attains to the Brahman conception." )
"Những người đã nhìn thấy được với con mắt của kiến thức sự khác nhau giữa cơ thể và cái biết của cơ thể, và cũng có thể hiểu được quá trình giải thoát khỏi các vướng bận thuộc về vật chất, đã đạt được mục đích tối thượng."
("Those who see with eyes of knowledge the difference between the body and the knower of the body, and can also understand the process of liberation from bondage in material nature, attain to the supreme goal." )

### Nói về Raja Yoga
Bài chính, xem: Raja Yoga
Raja Yoga là sự tĩnh lặng đầu óc và cơ thể thông qua các kỹ thuật thiền định, hướng đến việc nhận ra bản chất thực sự của một người. Các thực hành này sau này được miêu tả bởi Patanjali trong quyển Yoga Sutras của ông.
" Để thực tập yoga, người tập nên đi đến một nơi biệt lập và nên đặt cỏ kusa lên nền đất và sau đó phủ lên đó một tấm da và một miếng vải mềm. Chỗ ngồi không nên quá cao cũng như không nên quá thấp và nên được đặt ở một nơi linh thiêng. Người yogi sau đó nên ngồi vững chắc lên đó để làm trong sạch trái tim bằng cách điều khiển trí óc, các giác quan và các hoạt động và tập trung trí óc vào một điểm. Người tập nên giữ cho cơ, cổ, và đầu trên cùng một đường thẳng và nhìn chăm chú và chót mũi. Do đó, với một đầu óc không một chút xao động, tĩnh lặng, không sợ hãi, hoàn toàn tự do khỏi đời sống tình dục, người tập nên thiền định về Ta từ bên trong trái tim và làm cho Ta trở thành mục đích tối thượng của cuộc đời. Do đó liên tục thực tập điều khiển cơ thể, đầu óc và các hoạt động, người tập tiên nghiệm được sự huyền bí, đầu óc được điều khiển, đạt đến được vương quốc của God [hay là nơi ở của Krishna] bằng cách từ bỏ sự tồn tại vật chất."
Ghi chú: Phiên bản khác của câu trên nói rằng đỉnh của mũi (giữa hai chân mày) nên được thiền định tập trung vào, chứ không phải là chót mũi.

## Ảnh hưởng của Bhagavad Gita
Trong nhiều cách thức văn bản có vẻ như là không đồng nhất, Gita đã hòa giải được nhiều khía cạnh và trường phái khác nhau của triết lý Hindu, bao gồm cả của những người có nguồn gốc Brahman (chính thống Veda) và những truyền thống khổ hạnh và Yoga đi song song với đó. Nó bao gồm Vedic chủ yếu (cũng giống như là trong bốn cuốn Veda, ngược lại với Upanishads/Vedanta), Upanishadic, Sankhya và các triết lý Yoga. Với sự sâu sắc về mặt tôn giáo của nó, rút ra phần tinh túy của Upanishad và triết lý Yoga và vẻ đẹp của các câu thơ, Bhagavad Gita là một trong những văn bản quan trọng và có sức thuyết phục nhất của truyền thống Hindu. Nó được xem bởi nhiều người như là một trong kinh văn tôn giáo và tâm linh vĩ đại nhất.
Gita luôn luôn là một văn bản đem lại sự sáng tạo cho các tu sỹ Hindu và các Yogis. Mặc dù nó không phải là một phần của 'bộ kinh' trong kinh Veda, hầu hết các truyền thống Hindu đều xem Gita như là một văn bản có thẩm quyền. Một số người cho rằng nó có thể được thêm vào Mahabharata vào một thời điểm sau đó, nhưng điều này chỉ là tự nhiên bởi vì nó có vẻ như là một Upanishad (lời bình giảng theo sau kinh Veda) trong ý nghĩ hơn là một Purana (sử thi), mà Mahabharata là một phần của truyền thống đó.
Đối với các trường phái Vedanta của triết lý Hindu, nó thuộc về một trong ba văn bản nền tảng (Sanskrit: Prasthana Trayi, theo nghĩa đen là 3 điểm khởi hành)(hai văn bản kia là Upanishad và Brahma Sutra). Tất cả các trường phái đó đều được yêu cầu phải viết khảo luận về cả ba tác phẩm đó. Bài khảo luận xưa nhất còn tồn tại là từ Adi Shankara nhưng ông đề cập đến một số nhà bình luận xưa hơn. Ông được đi theo bởi các nhà bình luận cổ điển như là Anandagiri, Shridhara Swami, Madhusūdana Sarasvatī, Ramanuja, Madhvacharya, Nimbarka, Vallabha và Dnyaneshwar. Trong khi các văn bản truyền thống được bình luận bởi nhiều học giả, bao gồm cả Adi Shankara và Ramanuja, chứa 700 câu, một phiên bản khác từ Kashmir có thêm 15 câu. Triết gia nổi tiếng Abhinavagupta (thế kỉ thứ 10-11) đã viết một bài bình luận về phiên bản này gọi là Gitartha-Samgraha. Các học giả cổ đại và trung cổ (như là Vedanta Desika trong Tatparya-Chandrika) có vẻ như là có biết đến những câu thêm vào đó nhưng không bình luận gì về chúng.
Trong nhũng nhà thông thái và triết gia lớn đã có nguồn cảm hứng từ Bhagavad Gita là Sri Chaitanya Mahaprabhu, người đã khởi xướng việc hát chân ngôn "Hare Krishna" trong công chúng.
Mahatma Gandhi lấy ra được sức mạnh đạo đức vĩ đại từ Bhagavad gita, rõ ràng từ lời của ông:
"The Geeta là người mẹ toàn năng. Tôi tìm thấy sự vỗ về an ủi trong Bhagavadgeeta mà tôi không có ngay cả là trong Bài rao giảng trên núi. Khi sự thất vọng nhìn chằm chằm vào mặt tôi và chỉ một mình tôi không thấy một tia sáng, tôi quay trở về Bhagavad Gita. Tôi tìm một câu chỗ này và một câu ở chỗ kia, và tôi ngay lập tức mỉm cười trong khi tai họa đang tràn ngập khắp nơi - và cuộc đời tôi đầy những tai họa từ bên ngoài - và nếu như chúng không để lại một vết sẹo nào thấy được hay không xóa được trên tôi, tôi chịu ơn tất cả từ những lời dạy của Bhagavad Gita."
Swami Vivekananda, người theo Sri Ramakrishna, được biết đến nhiều qua các bài bình luận về bốn loại Yogas - Bhakti, Jnana, Karma và Raja Yoga. Ông rút ra kiến thức của mình từ Gita để diễn giải các loại Yoga này. Swami Sivananda khuyên rằng những Yogi thành tâm nên đọc các câu trong Bhagavad Gita hàng ngày. Paramahamsa Yogananda, người viết ra cuốn sách "Tự truyện của một nhà Yogi" nổi tiếng, xem Bhagavad Gita như là một trong những kinh điển linh thiêng nhất trên thế giới.
Sau khi chứng kiến vụ nổ hạt nhân đầu tiên trên thế giới vào năm 1945, J. Robert Oppenheimer, nhà vật lý Mỹ và giám đốc của Chương trình Manhattan, đã dẫn "Bây giờ tôi trở thành Thần Chết, người hủy diệt thế giới" dựa trên câu 32 trong Chương 11 của Bhagavad Gita.